# کوتولگی جزیره‌ای

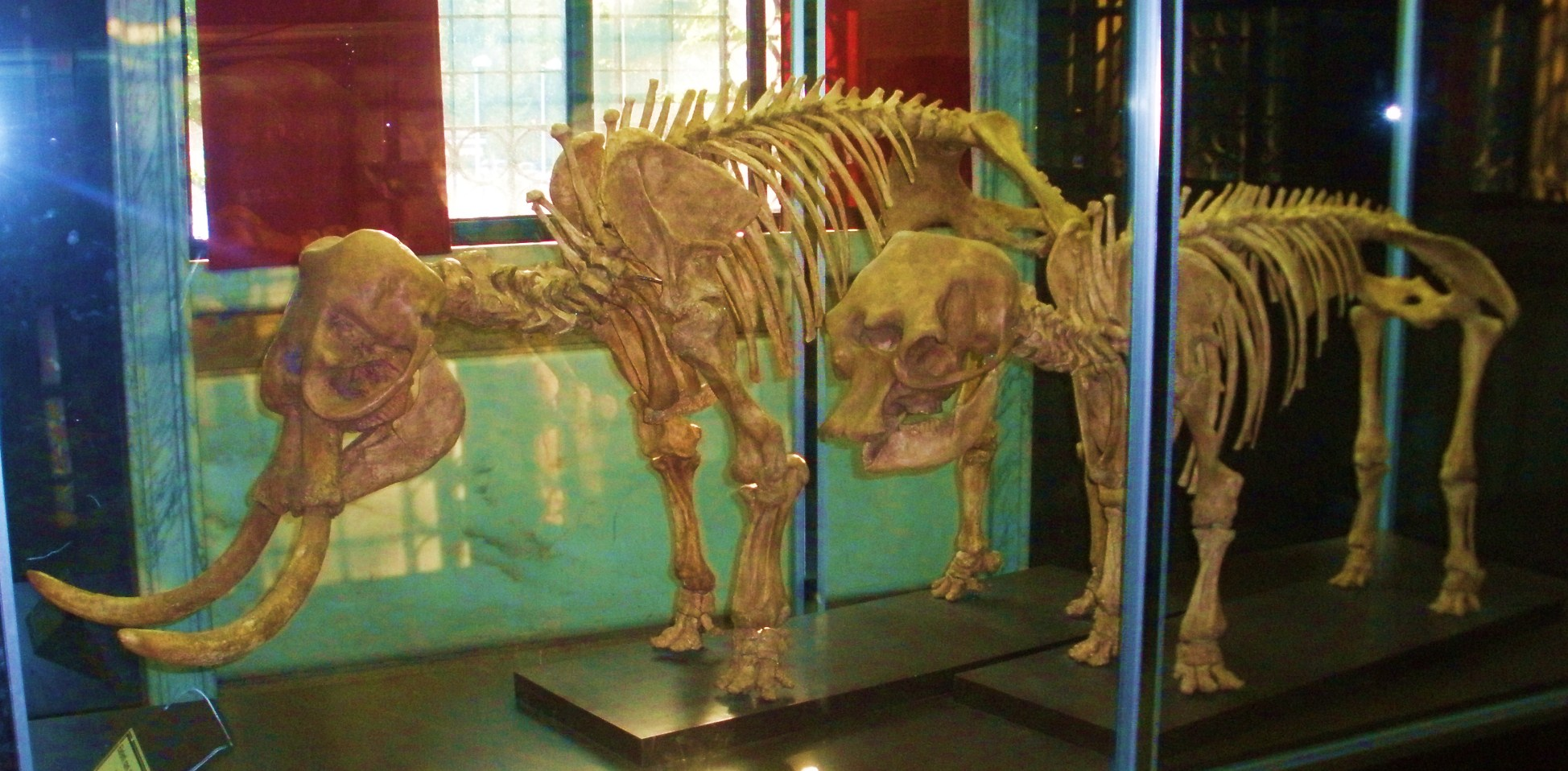
اسکلت‌های مالتی Palaeoloxodon falconeri منقرض‌شده، کوچک‌ترین گونه فیل شناخته‌شده. قد شانه نرهای بالغ حدود یک متر و وزنشان حدود ۳۰۵ کیلوگرم بود. ماده‌ها کوچک‌تر بودند.

کوتولگی جزیره‌ای یا کوتوله‌گرایی جزیره‌ای (به انگلیسی: Insular dwarfism)، شکلی از کوتولگی تباری، فرایند و وضعیت جانوران بزرگ است که در حال تکامل یا کاهش اندازه بدن  هستند، زمانی که محدوده جمعیت آنها به یک محیط کوچک، در درجه اول جزایر، محدود می‌شود. این فرایند طبیعی از ایجاد عمدی نژادهای کوتوله که کوتوله‌شدن نامیده می‌شود، متمایز است. این فرایند بارها در طول تاریخ تکامل رخ داده‌است، با نمونه‌هایی از جمله دایناسورها، مانند اروپاسور و Magyarosaurus dacus، و جانوران نوین مانند فیل‌ها و خویشاوندان آنها. این فرایند و دیگر ساخته‌های «ژنتیک جزیره» نه تنها در جزایر، بلکه در موقعیت‌های دیگری که یک بوم‌سازگان از منابع خارجی و تولیدمثل جدا می‌شود نیز رخ می‌دهد. این می‌تواند شامل غارها، واحه‌های بیابانی، دره‌ها و کوه‌های دورافتاده (" جزایر آسمانی ") باشد. کوتوله‌گرایی جزیره‌ای یکی از جنبه‌های کلی‌تر «اثر جزیره‌ای» یا «قانون فاستر» است، که بیان می‌کند زمانی که جانوران سرزمین اصلی در جزیره‌ها کلنی‌سازی می‌کنند، گونه‌های کوچک تمایل به تکامل بدن‌های بزرگ‌تر دارند (غول‌گرایی جزیره)، و گونه‌های بزرگ تمایل به تکامل دارند. بدن‌های کوچک‌تر این خود یکی از جنبه‌های سندرم جزیره‌ای است که تفاوت‌های ریخت‌شناسی، بوم‌شناسی، فیزیولوژی و رفتار گونه‌های جزیره‌ای را در مقایسه با همتایان قاره‌ای آنها توصیف می‌کند.
در مناطق گرمسیری، اندازه کوچک باید تنظیم دمایی را آسان‌تر کند.